# 231 Nord 3.1241 à 3.1248
Les 231 Nord 3.1241 à 3.1248 sont des locomotives Pacific de la Compagnie des chemins de fer du Nord. Elles font partie de la série 3.1201 à 1290 des « Super Pacific ».
Elles ont été construites par Blanc-Misseron en 1929. Elles correspondent au deuxième type de Super Pacific.
En 1938, lors de la création de la SNCF, elles deviendront  2-231 C 41 à 48.

## Description
Également construites par Blanc-Misseron en 1928, ces machines sont identiques en dimensions aux précédentes.
Toutefois, l'adjonction d'un second dôme de vapeur avait amené à carrosser les deux dômes et la sablière en un ensemble unique à l'esthétique douteuse et appelé "cercueil".
Ces machines comportaient à l'origine le réchauffeur ACFI et le nouveau tender de 37 m3 (bien que par erreur immatriculé 35 m3 par la Compagnie des chemins de fer du Nord).

## Services effectués
Ces machines ont été conçues pour remorquer des trains rapides et express sur les lignes du réseau du Nord. On les retrouve sur Paris/Calais et Paris/Lille bien sûr mais aussi sur les transversales du réseau. Elles ne sont pas réquisitionnées par l'occupant durant la guerre. Après la Seconde Guerre mondiale, elles sont soit radiées soit utilisées en tête de trains omnibus.

## Caractéristiques
- Longueur hors tout : 12,53 m
- Diamètre des roues motrices : 1 900 mm
- Diamètre des roues porteuses bissel ar : 1 040 mm
- Diamètre des roues porteuses bogie av : 960 mm
- Poids à vide : 92,2 t
- Poids en ordre de marche : 99,2 t
- Vitesse maxi en service : 130 km/h
- Diamètre et course des cylindres HP : 440 × 660 mm
- Diamètre et course des cylindres BP : 620 × 690 mm
- Pression de la chaudière : 17 kg/cm2
- Surface de grille: 3,48 m2
- Surface de chauffe: 191,4 m2
- Surface de surchauffe: 61,01 m2